# カイル・エンシング
カイル・エンシング（Kyle Ensing、1997年3月6日 - ）はアメリカ合衆国の男子バレーボール選手。ポジションはオポジット。アメリカ代表。

## 来歴
- クラブチーム

カリフォルニア州サンタクラリタ出身。カリフォルニア州立大学ロングビーチ校を卒業後の2019年、ドイツブンデスリーガのベルリン・リサイクリング・バレーズへ入団し、プロとしてのキャリアをスタートさせた。2020年、イスラエルのMaccabi Tel Avivへ移籍した。イスラエルリーグでは2020/21,2021/22シーズンで2連覇を果たした。2022/23シーズンはフランスリーグのSaint-Nazaire Volley-Ball Atlantiqueへ移籍した。
- 代表チーム

アンダーカテゴリーの代表として2016年のU-21北中米選手権に出場し金メダルを獲得した。2018年にシニア代表に初選出され、同年のネーションズリーグでデビューした。2021年の東京五輪に出場した。2022年、ネーションズリーグで銀メダルを獲得した。同年、ポーランドで開催された世界選手権に出場した。2023年、パリ五輪予選/ワールドカップにてパリ五輪出場権に貢献した。

## 球歴
- オリンピック - 2021年
- 世界選手権 - 2022年
- ワールドカップ - 2023年
- ネーションズリーグ - 2018年、2019年、2021年、2022年、2023年

## 受賞歴
- 2018年　NCAAバレーボール選手権　ベストオポジット賞

## 所属クラブ
- カリフォルニア州立大学ロングビーチ校
- ベルリン・リサイクリング・バレーズ（2019-2020年）
- Maccabi Tel Aviv（2020-2022年）
- Saint-Nazaire Volley-Ball Atlantique（2022-）